# Araneus canacus
Araneus canacus este o specie de păianjeni din genul Araneus, familia Araneidae, descrisă de Berland, 1931.
Este endemică în New Caledonia. Conform Catalogue of Life specia Araneus canacus nu are subspecii cunoscute.